# Västerbottensbrigaden
Västerbottensbrigaden (NB 20) var en norrlandsbrigad inom svenska armén som verkade i olika former åren 1949–1972. Förbandsledningen var förlagd i Umeå garnison i Umeå.

## Historik
Genom försvarsbeslutet 1948 beslutades att arméns fältregementen skulle omorganiseras och från 1949 års krigsorganisation anta en brigadorganisation. Västerbottensbrigaden (IB 20) sattes upp åren 1949–1951 vid Västerbottens regemente (I 20) genom att fältregementet Västerbottens regemente (I 20) omorganiserades till brigad. År 1964 antogs beteckningen NB 20, det genom brigaden omorganiserades till en Norrlandsbrigad. Genom försvarsbeslutet 1972 kom Västerbottensbrigaden att upplösas och avvecklas 1972/1973. Den 1 juli 1994 övertogs beteckningen NB 20 av dess systerbrigad, Lapplandsbrigaden.

## Verksamhet
Huvuddelen av brigaden grundutbildades vid Västerbottens regemente (I 20). Brigaden genomgick förbandstyperna IB 49, IB 59, NB 63. Åren 1972–1973 upplöstes brigaden till tre fristående norrlandsskyttebataljoner typ F (11.-, 12.-, och 13. Nskbat F). I krigsorganisation ersattes Västerbottensbrigaden som Norrlandsbrigad av Ångermanlandsbrigaden (IB 51). Innan brigaden upplöstes bestod den 1 juli 1972 av nedan ingående enheter.
| - 20. brigadstaben - 20. norrlandsspaningskompani - 20. brigadluftvärnskompani - 20. stormkanonkompani | - 1. norrlandsskyttebataljon - 13. norrlandsskyttebataljon - 20. norrlandsunderhållsbataljon - 20. norrlandshaubitsbataljon - 20. norrlandsingenjörsbataljon |

## Förbandschefer
- 1949–1972: ???

## Namn, beteckning och förläggningsort
| Västerbottensbrigaden | 1949-10-01 | – | 1972-12-31 |

| IB 20 | 1949-10-01 | – | 1964-??-?? |
| NB 20 | 1964-??-?? | – | 1972-12-31 |

| Umeå garnison (F) | 1949-10-01 | – | 1972-12-31 |